# Diversitas
Diversitas est un programme de recherche international destiné à l’intégration des sciences de la biodiversité pour le bien-être humain. Il a été transféré dans le programme Future Earth en 2014.

## Mission de Diversitas[1]
La biodiversité soutient le système vital de notre planète. Les écosystèmes naturels et gérés génèrent tous deux d’importants services écosystémiques tels que la production de nourriture et de fibres, la séquestration du carbone, la régulation du climat et les possibilités de loisirs. 
Diversitas (le mot latin pour “diversité”) a été créé pour répondre à la question scientifique complexe posée par le déclin de la biodiversité et des services écosystémiques et pour offrir des solutions scientifiques à cette crise.
Diversitas est un programme international sur la biodiversité scientifique avec une double mission:
- Promouvoir, faciliter et coordonner la science intégrative de la biodiversité qui lie la biologie, l’écologie et les disciplines sociales ; et
- Fournir la base scientifique appropriée pour la prise de décisions en vue de sécuriser la variété de la vie sur terre, tout en contribuant au bien être humain et à l’éradication de la pauvreté.

Diversitas accomplit ses missions en:
- Entretenant un réseau intégré des leaders scientifiques mondiaux sur la biodiversité afin de répondre aux questions critiques sur la biodiversité ;
- Produisant de nouvelles connaissances en catalysant les échanges entre scientifiques à travers les nations et les disciplines;
- Synthétisant les nouvelles connaissances sur la biodiversité pour répondre aux priorités scientifiques ;
- Garantissant l’engagement effectif et global de la communauté des sciences de la biodiversité vis-à-vis des politiques et des décisionnaires, spécialement en ce qui concerne les conventions internationales ;
- Développant la formation scientifique des jeunes chercheurs de par le monde sur la biodiversité.

Le Secrétariat International de Diversitas est basé à Paris en France (hébergé par le Muséum national d'histoire naturelle – MNHN), tandis que les différents projets principaux sont répartis partout dans le monde.

## Histoire de Diversitas[1]

### Phase 1 (1991-2001): La biodiversité gagne de la notoriété à l’échelle mondiale
Diversitas a été créé en 1991 par trois organisations internationales : l'Organisation des Nations unies pour l'éducation, la science et la culture (UNESCO) , le Scientific Committee on Problems of the Environment (SCOPE) et l'International Union of Biological Science (IUBS) , à l’époque où le besoin de résoudre les questions scientifiques complexes posées par la perte et le changement de la biodiversité globale ont été identifiées. Le but de cette initiative a été de développer un organisme non-gouvernemental, international et global pour les projets de recherche. 
En 1996, Diversitas a accueilli deux nouveaux sponsors : l'International Council for Science (ICSU)  et l'International Union of Microbiological Societies (IUMS).
Les avancées-clés pendant cette première décennie étaient de synthétiser dans une série d'ouvrages et d'établir les bases pour la recherche expérimentale et théorique coordonnée par Diversitas et l'International Geosphere-Biosphere Programme (IGBP) .
Ces avancées ont aussi contribué au "Global Biodiversity Assessment" (évaluation globale de la biodiversité), une initiative du World Resources Institute (WRI) et au travail de la Convention sur la diversité biologique (CBD), créée en 1992, avec laquelle Diversitas a un protocole d’accord .

### Phase 2 (2002-2011): Une structure internationale pour la science de la biodiversité
En 2001, Diversitas a organisé une consultation internationale de ses parties prenantes pour les besoins du lancement de la deuxième phase du programme. Les conclusions de cette consultation étaient en faveur du lancement d'une deuxième phase qui serait plus intégrative et interdisciplinaire, et plus pertinente sur le plan politique.
Le nouveau Plan Scientifique de Diversitas a été publié en 2002 . Pour la mise en œuvre de ce plan scientifique, neuf projets ont été établis englobant chacun un cycle de découverte, d’observation, d’analyse et de partage d’information, en couvrant les questions scientifiques sur la biodiversité et les services écosystémiques.
- Global Invasive Species Programme (GISP) [8] – un projet visant à prévenir et contrôler les espèces invasives
- Global Mountain Biodiversity Assessment (GMBA) [9] – un projet visant à explorer et à comprendre la biodiversité de montagne
- bioGENESIS [10] – un projet visant à fournir un cadre évolutionnel pour la science de la biodiversité.
- bioDISCOVERY [11] – un projet visant à évaluer, surveiller et prédire les changements de la biodiversité
- ecoSERVICES [12] – un projet visant à explorer les liens entre la biodiversité, le fonctionnement des écosystèmes et les services écosystémiques
- bioSUSTAINABILITY [13] – un projet visant à construire une gouvernance et une gestion adaptives des services écosystémiques
- agroBIODIVERSITY [14] – un projet visant à développer un nouvel agenda scientifique pour la biodiversité en soutien aux agro-systèmes durables
- ecoHEALTH [15] – un projet visant à explorer les liens entre la biodiversité et les maladies infectieuses émergentes
- freshwaterBIODIVERSITY [16] – un projet visant à développer un nouveau programme scientifique en soutien aux écosystèmes durables d’eau douce

En plus de ces projets scientifiques, Diversitas, a été largement engagé dans l'Earth System Science Partnership (ESSP) , un partenariat pour l’étude intégrée du Système Terre, les façons dont il change, et les implications pour la durabilité globale et régionale.
Pendant cette seconde phase, Diversitas a continué ses engagements pour servir les forums politiques, et la Convention sur la diversité biologique (CBD) en particulier.
Diversitas a organisé sa première "Open Science Conference" (conférence scientifique ouverte) à Oaxaca, Mexique, en octobre 2005, où la communauté scientifique a réitéré son soutien pour l’établissement d’un panel scientifique sur la biodiversité qui inclut une constitution intergouvernementale cf. International Mechanism of Scientific Expertise on Biodiversity (IMoSEB )) et sa deuxième "Open Science Conference" au Cap, en Afrique du Sud, en octobre 2009. La conférence au Cap a attiré une audience internationale de 700 scientifiques et décideurs de 70 pays représentant différentes facettes de la science de la biodiversité et de la politique.

### Phase 3 (2012-2020): La science de la biodiversité et des services écosystémiques pour une planète durable
Depuis mi-2009, et à la lumière des changements dans le paysage scientifique et politique de la biodiversité, Diversitas est engagé dans une phase de réexamen de ses activités et de révision de son Plan Scientifique de 2002. Le nouveau Plan Scientifique de Diversitas a été publié en 2012.
Pendant cette phase actuellement en cours, Diversitas a été et est fortement impliqué dans :
- L'établissement d’un système d’observation globale de la biodiversité appelé GEO BON – Group on Earth Observations – Biodiversity Observation Network. Le GEO BON représente l’élément consacré à la biodiversité dans le Global Earth Observation System of Systems (GEOSS) sous les auspices du Group on Earth Observations (GEO) [19],
- La consultation sur l'Intergovernmental Science-Policy Platform on Biodiversity and Ecosystem Services (IPBES) qui a été lancée en avril 2012 [20],
- Le lancement d’une nouvelle initiative scientifique : « Future Earth » : destinée à la recherche sur la durabilité et qui a été lancée à Rio+20,
- La conférence "Planet Under Pressure" en 2012, et
- La conférence des Nations unies sur le Développement Durable "Rio+20 conference" en 2012.